# Железински район
Железински район (на казахски: Железин ауданы) е съставна част на Павлодарска област, Казахстан, с обща площ 7666 км2 и население 15 106 души (по приблизителна оценка към 1 януари 2020 г.).
Административен център е Железинка.